# 克劳森会堂 (布拉格)

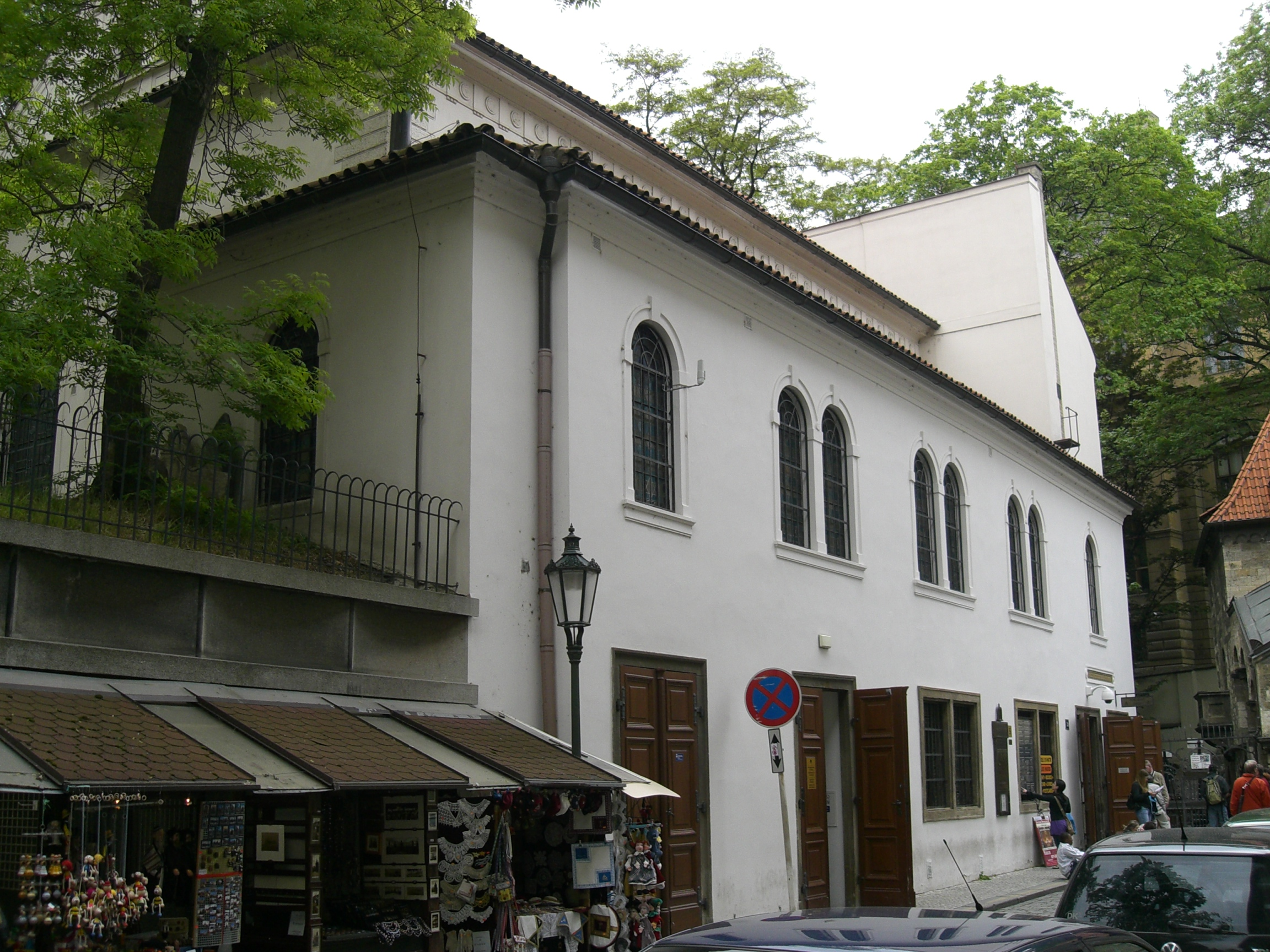
克劳森会堂

克劳森会堂（Klausová synagoga）是捷克首都布拉格的一座犹太会堂，位于约瑟夫城老犹太公墓入口处。这是一座巴洛克建筑，建于1689年到1694年，以取代1689年被烧毁的文艺复兴式犹太教堂。其名称来源于德语“克劳斯”（Klaus），转自拉丁文claustrum，意为“小房子” 。最初在1573年，莫迪凯·梅瑟为隔都出资建造了三个较小的建筑物，分别是他自己的犹太会堂、塔穆德学校和墓地。现有建筑重建于1880年代。目前布拉格犹太博物馆在此常设“犹太习俗和传统”展览。

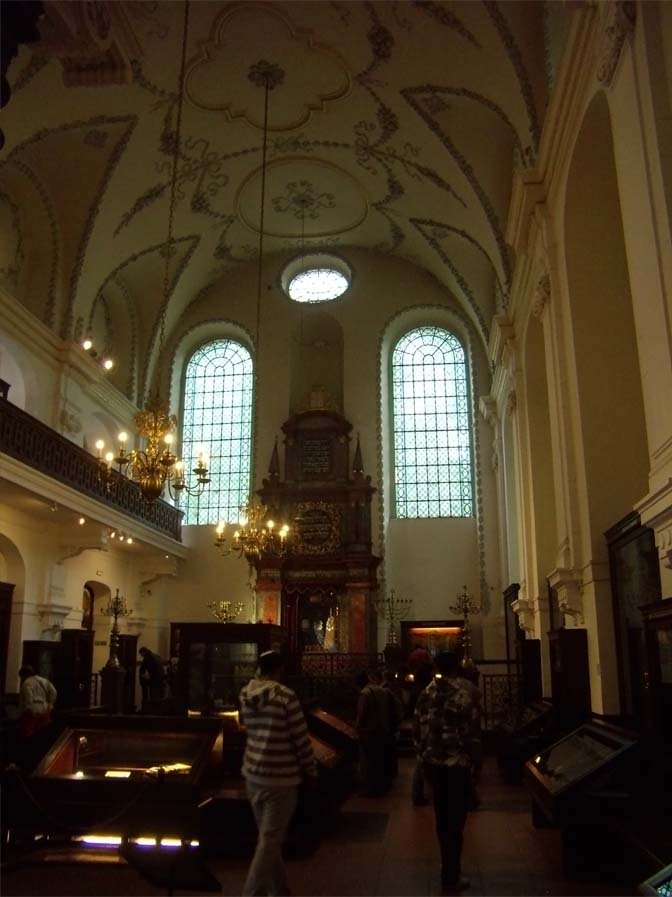
内部

克劳森会堂于1689年建在16世纪老犹太教堂的旧址。在会堂入口上方，是希伯来文题词זה שער ליי צדיקים יבאו בו （这是通往上帝的门，义人经此门进入）。东墙保存建于1689年的巴洛克约柜。诵经台位于中间，周围是座位。这座犹太会堂具有特殊的地位—布拉格隔都的最高建筑物。